# Emilio Chávez Huaringa
Emilio Alberto Chávez Huaringa (Cieneguilla, 6 de agosto de 1976) es un ingeniero electrónico y político peruano. Actualmente, se desempeña como alcalde del distrito de Cieneguilla para el periodo municipal 2023-2026. Anteriormente, ejerció dicho cargo en 2 ocasiones.

## Biografía
Nació en el Distrito de Cieneguilla ubicado en la ciudad de Lima, el 6 de agosto de 1976. Es hijo de Alberto Chávez García y de Liduvina Huaringa Tello.
Realizó sus estudios en el Instituto 6018-Huarangal y los secundarios en el I.E. Jesús Sacramentado de Cieneguilla. En 1994, decidió estudiar la carrera técnica de Ingeniería Electrónica en el Servicio Nacional de Adiestramiento en Trabajo Industrial (SENATI) donde llegó a concluirlos en 1998.
Laboró como gestor de soporte en el banco Scotiabank desde 2004 hasta el 2010.

## Labor política
Emilio Chávez se inició en la política como candidato a la alcaldía del Distrito de Cieneguilla en las elecciones municipales del 2002, sin embargo, no resultó elegido. De igual manera en las elecciones municipales del 2006.

### Alcalde de Cieneguilla
Finalmente, en las elecciones del 2010, Chávez logró ser elegido como alcalde de Cieneguilla con el Partido Popular Cristiano para el periodo municipal 2011-2014.
En su gestión anunció que entregaría una moderna plaza de Armas.
Intentó ser reelegido en el 2014 y logró tener éxito para un segundo mandato municipal. Nuevamente quiso una segunda reelección en las  elecciones del 2018 con el PPC, sin embargo, su inscripción fue declarada inadmisible por el Jurado Electoral de Lima debido a la no reelección inmediata de los Gobiernos Regionales y de los alcaldes.
Para las elecciones municipales del 2022, Emilio Chávez volvió a postular a la alcaldía de Cieneguilla con el partido Podemos Perú y logró nuevamente ser elegido para el periodo 2023-2026.